# Iglesia de Notre-Dame-des-Victoires
La Iglesia de Notre-Dame-des-Victoires o la Iglesia de Nuestra Señora de las Victorias (en francés: Église Notre-Dame-des-Victoires) es una pequeña iglesia católica de piedra en la parte baja de la ciudad de Quebec en la provincia del mismo nombre, al este de Canadá. La construcción se inició en 1687 en el lugar del asentamiento de Champlain y se terminó en 1723.
Originalmente dedicada a l'Enfant Jésus (el Niño Jesús), recibió el nombre de Notre-Dame-de-la-Victoire (Nuestra Señora de la Victoria) después de la Batalla de Quebec de 1690, en el que una expedición al mando del británico William Phips se vio obligada a retirarse. En 1711, su nombre fue cambiado otra vez, a Notre-Dame-des-Victoires (Nuestra Señora de las Victorias), después de que el mal tiempo hundiera una flota británica comandada por Hovenden Walker.